# Plaža
Plaža je deo morske ili slatkovodne obale uređen za kupanje ljudi. Čestice koje čine plažu obično su napravljene od stena, kao što su pesak, šljunak, šindra, obluci, itd, ili od bioloških izvora, kao što su školjke mekušaca ili koralinske alge. Sedimenti se talože u različitim gustinama i strukturama, u zavisnosti od lokalnog delovanja talasa i vremena, stvarajući različite teksture, boje i gradijente ili slojeve materijala.
Iako se neke plaže formiraju na slatkovodnim lokacijama, većina plaža se nalazi u priobalnim područjima gde talasi ili struje talože i preobražavaju sedimente. Erozija i promena geologije plaža dešava se kroz prirodne procese, kao što su dejstvo talasa i ekstremna vremenska događanja. Tamo gde su uslovi vetra ispravni, plaže mogu biti pokrivene obalskim dinama koje pružaju zaštitu i regeneraciju plaže. Međutim, ove prirodne sile su postale ekstremnije zbog klimatskih promena, trajno menjajući plaže veoma brzom brzinom. Prema nekim procenama čak 50 procenata peščanih plaža na Zemlji će nestati do 2100. godine zbog porasta nivoa mora usled klimatskih promena.
Peščane plaže zauzimaju oko jedne trećine globalnih obala. Ove plaže su popularne za rekreaciju, igraju važnu ekonomsku i kulturnu ulogu — često pokreću lokalnu turističku industriju. Da bi podržale ovu upotrebu, neke plaže imaju infrastrukturu koju je napravio čovek, kao što su spasilačka mesta, svlačionice, tuševi, kolibe i barovi. One takođe mogu imati ugostiteljske objekte (kao što su odmarališta, kampovi, hoteli i restorani) u blizini, kako za stalne tako i za sezonske stanovnike.
Ljudski napori su značajno promenili plaže na globalnom nivou: direktni uticaji uključuju lošu građevinsku praksu na dinama i obalama, dok indirektni ljudski uticaji uključuju zagađenje vode, plastično zagađenje i eroziju obale usled porasta nivoa mora i klimatskih promena. Neke prakse upravljanja obalom su dizajnirane da očuvaju ili obnove prirodne procese na plaži, dok se neke plaže aktivno obnavljaju kroz prakse kao što je nadopuna plaža.
Divlje plaže, poznate i kao nerazvijene ili neotkrivene plaže, nisu razvijene za turizam ili rekreaciju. Očuvane plaže su važni biomi sa važnom ulogom u vodenom ili morskom biodiverzitetu, kao što su mesta za razmnožavanje morskih kornjača ili mesta za gnežđenje morskih ptica ili pingvina. Očuvane plaže i njihove povezane dine važne su za zaštitu od ekstremnih vremenskih uslova za unutrašnje ekosisteme i ljudsku infrastrukturu.

## Lokacija i profil
Iako se morska obala najčešće povezuje sa rečju plaža, plaže se nalaze i pored jezera i duž velikih reka.
Plaža se može odnositi na:
- male sisteme u kojima se stenski materijal kreće na kopno, blizinu obale ili uz obalu pod dejstvom sila talasa i struja; ili
- geološke jedinice znatne veličine.

Prvi su detaljno opisani u nastavku; o većim geološkim jedinicama se govori na drugom mestu pod nazivom sprud.
Postoji nekoliko upadljivih delova plaže koji se odnose na procese koji je formiraju i oblikuju. Deo koji je uglavnom iznad vode (u zavisnosti od plime) i na koji su u nekom trenutku plime manje ili više aktivno utiču talasi, naziva se prag plaže. Prag je naslaga materijala koji čini aktivnu obalu. Prag ima greben (vrh) i lice - poslednje je nagib koji vodi nadole prema vodi sa grebena. Na samom dnu lica može se nalaziti korito, a dalje prema moru jedna ili više dugih obalskih nanosa: blago uzdignuti, podvodni nasipi formirani tamo gde talasi prvo počnu da se razbijaju.
Nanos peska se može protezati dobro u unutrašnjost od vrha praga, gde mogu postojati dokazi o jednom ili više starijih grebena (olujna plaža) koji su rezultat veoma velikih olujnih talasa i izvan uticaja normalnih talasa. U nekom trenutku prestaje uticaj talasa (čak i olujnih talasa) na materijal koji čini plažu, a ako su čestice dovoljno male (veličine peska ili manje), vetrovi oblikuju odlike plaže. Tamo gde je vetar sila koja distribuira zrna u unutrašnjost, naslaga iza plaže postaje dina.
Ove geomorfne karakteristike čine ono što se zove profil plaže. Profil plaže se menja sezonski zbog promene energije talasa tokom letnjih i zimskih meseci. U umerenim oblastima gde leto karakteriše mirnije more i duži periodi između lomljenja vrhova talasa, profil plaže je viši leti. Blagi talasi tokom ove sezone imaju tendenciju da transportuju sediment uz plažu prema pragu gde se taloži i zadržava dok se voda povlači. Vetrovi na kopnu ga nose dalje u unutrašnjost formirajući i povećavajući dine.
Nasuprot tome, profil plaže je niži u sezoni oluja (zimi u umerenim područjima) zbog povećane energije talasa i kraćih perioda između lomljenja vrhova talasa. Talasi veće energije koji se brzo razbijaju imaju tendenciju da mobilišu sediment iz plićaka, držeći ga u suspenziji gde je podložan uticaju obalne struje koja ga nosi duž plaže ili odnosi u more da bi formirale obalske sprudove, posebno ako se obalske struje susreću sa odlivom iz reke ili poplavnog potoka. Uklanjanje sedimenta sa praga plaže i dina na taj način snižava profil plaže.
Ako se oluje poklope sa neuobičajeno visokim plimama ili sa čudnim talasnim okolnostima kao što je plimski talas ili cunami koji izazivaju značajne obalske poplave, značajne količine materijala mogu biti erodirane iz obalne ravnice ili dina iza praga zbog povlačenja vode. Ovaj tok može promeniti oblik obale, povećati ušća reka i stvoriti nove delte na ušćima potoka koje nisu bile dovoljno moćne da prevaziđu dužobalsko kretanje nanosa.
Granicu između plaže i dina teško je definisati na terenu. Tokom bilo kojeg značajnog vremenskog perioda, sediment se uvek razmenjuje između njih. Linija pomeranja (visoka tačka materijala nataloženog talasima) je jedno potencijalno razgraničenje. Ovo bi bila tačka u kojoj bi moglo doći do značajnog pomeranja peska zbog vetra, pošto normalni talasi ne navlaže pesak izvan ove oblasti. Međutim, nanosna linija će se verovatno pomeriti u unutrašnjost pod napadom olujnih talasa.

## Vrste plaža
Plaža može biti potpuno prirodna, ali i veštački izgrađena površina obale, prilagođena što lakšem pristupu vodenim površinama u svrhu kupanja i osveženja ljudi tokom letnjih meseci.
Prema sastavu tla, plaže mogu biti peščane, šljunčane ili betonske.

### Peščana plaža
Peščana plaža je plaža čije su površine obale i morsko dno od peska. Takve plaže obično imaju dugačke plićake i najpogodnije su za porodicu sa malom decom. Boja peska varira od svetlo sive koja je uobičajena u Crnoj Gori do zlatne boje i narandžaste na obalama npr. Jadranskog mora i Sredozemnog mora do bele boje peska koja je karakteristična za toplije i tropske krajeve. Bela boja peska je zastupljena na egzotičnim krajevima, destinacijama kao što su Kuba, Maldivi, Tajland, Bali i ostrva Indonezije, Bora Bora, Mauricijus, Portoriko i druga ostrva u Atlantskom okeanu, Indijskom okeanu i u Polineziji, u Tihom okeanu. Od boje peska i dna kao i vremena, zavisi i boja mora. Najređe boje peska su ružičasta boja i zelena boja. Roza boja peska je posledica prisustva rozenkvarca kamena koji daje svetlo roze boju. Kvarc može dati i pesku i crvenu boju ali veoma retko, dok zelena boja peska je i posledica prisustva zelenih morskih algi, kao i sitnih čestica kamena zelene boje. Pesak je estetski „lepši” od kamena i šljunka i udobniji za hodanje po plaži jer je potpuno mekan i gladak, ali mane peska su što leti kada vetar duva, upada u oči i kosu i lepi se na stopala i noge, i upadaju čestice peska u odeću i u kupaće kostime.

### Šljunčana plaža
Plaža čije je tlo sastavljeno od sitnog kamenja, izlokanog vekovnim abrazivnim delovanjima vode, naziva se šljunčana plaža. U Dalmaciji je za takva vrsta plaže se naziva žal ili žalo.

### Betonska plaža
Plaža čije su površine izgrađene od betona naziva se betonska plaža. Betonske plaže obično se grade na onom delu na kojem je pristup vodenim površinama otežan zbog stenovite obale.

## Sadržaji
Plaže mogu biti u potpunosti bez ikakvih sadržaja. Takve plaže obično se nalaze duž obale van naseljenih mesta i nazivaju se divlje plaže.
Ipak, većina plaža ima sadržaje poput restorana, kafe barova, sanitarnog čvora i tuševa. Moderne plaže opremljene su i sadržajima za sport i rekreaciju poput igrališta za odbojku na pesku, tobogana ili teniskih terena. Na takvim plažama obično postoji mogućnost iznajmljivanja skutera za vodu, gondola, pedalina, opreme i glisera za skijanje na vodi, daske za jedrenje, opreme za ronjenje i ostalog.
Na svakoj boljoj plaži deluje i služba za spasavanje koja je sastavljena od mladića i devojaka sa završenim kursem za spašavanje davljenika i pružanje prve pomoći.
Osim navedenih, postoje i nudističke (FKK) plaže na kojima je uobičajeno kupanje bez kupaćih kostima. Takve plaže su obično smeštene na diskretnim lokacijama te su na taj način manje izložene znatiželjnim pogledima. I nudističke plaže mogu imati potpune sadržaje ali mogu biti i bez sadržaja.
Najuređenije plaže, sa izrazito čistom vodom za kupanje te uređenom i održavanom okolinom, nosilice su Međunarodne plave zastave, priznanja koje se dodeljuje za ekološku zaštitu okoline.

## Literatura
- Bascom, W. (1980), Waves and Beaches. Anchor Press/Doubleday, Garden City, New York. 366 p.
- Schwartz, Maurice L. (1982). The Encyclopedia of Beaches and Coastal Environments: Volume 15 of Encyclopedia of earth sciences. Virginia: Hutchinson Ross Pub. Co. стр. 940. ISBN 0879332131.
- Edmunds, J. (1978). Sea shells and other molluscs found on West African coast and estuaries. Arakan Press Ltd. Accra. 146pp.
- Gauld, D. T. and Buchanan, J. B. (1959). The principal features of the rock shore fauna in Ghana. Fasc. Oikos. 1 (10): 121—132. Недостаје или је празан параметар |title= (помоћ).
- Lamptey, E., Armah,A.K and Allotey, L.C. (2000). Spatial Assemblages of Tropical Intertidal Rocky Shore Communities in Ghana, West Africa. Environmental Science, Engineering and Technology.
- Yankson, K. and Akpabey, F.J. 2001. A preliminary survey of the macro-invertebrate fauna at Iture Rocky Beach, Cape Coast, Ghana. Journal of Natural Sciences, 1: 11-22.
- Yankson, K. and Kendall, M. (2001). A student's Guide to the Fauna of Seashores in West Africa. Darwin Initiative. Newcastle. 132pp.
- Hill, Howard (1980). Freedom to Roam: the struggle for access to Britain's moors and mountains. Ashbourne: Moorland. ISBN 978-0-903485-77-7.
- Shoard, Marion (1999). A Right to Roam. ISBN 0-19-288016-0.. Oxford University Press
- Nagelkerken, Ivan, ур. (2009). Ecological Connectivity among Tropical Coastal Ecosystems (на језику: енглески). Dordrecht: Springer Netherlands. ISBN 978-90-481-2405-3. doi:10.1007/978-90-481-2406-0.
- Nagelkerken, I.; Blaber, S.J.M.; Bouillon, S.; Green, P.; Haywood, M.; Kirton, L.G.; Meynecke, J.-O.; Pawlik, J.; Penrose, H.M.; Sasekumar, A.; Somerfield, P.J. (2008). „The habitat function of mangroves for terrestrial and marine fauna: A review”. Aquatic Botany (на језику: енглески). 89 (2): 155—185. Bibcode:2008AqBot..89..155N. doi:10.1016/j.aquabot.2007.12.007.
- Waltham, Nathan J.; Elliott, Michael; Lee, Shing Yip; Lovelock, Catherine; Duarte, Carlos M.; Buelow, Christina; Simenstad, Charles; Nagelkerken, Ivan; Claassens, Louw; Wen, Colin K-C; Barletta, Mario (2020). „UN Decade on Ecosystem Restoration 2021–2030—What Chance for Success in Restoring Coastal Ecosystems?”. Frontiers in Marine Science. 7: 71. Bibcode:2020FrMaS...7...71W. ISSN 2296-7745. doi:10.3389/fmars.2020.00071 . hdl:2440/123896 .

## Spoljašnje veze
- Coping with beach erosion – UNESCO
- Najlepše plaže sveta Архивирано на веб-сајту  (29. април 2007)
- Plava zastava Архивирано на веб-сајту  (1. децембар 2008)